# Gamaret
Le gamaret N est un cépage noir d'origine suisse.

## Origine

### Historique
Il a été obtenu en 1970 à Pully, en Suisse. Son sélectionneur est André Jaquinet. Le gamaret, tout comme le garanoir, est issu d'un croisement de gamay et de reichensteiner. Le gamaret a porté tout d'abord le numéro de collection B 13 avant d'être baptisé.
Le croisement a donné de nombreuses variétés. Les blancs n'ont pas présenté de caractéristique intéressante.

### Géographique
Le gamaret est relativement jeune, ce qui explique une diffusion assez limitée : essentiellement sur les vignobles autour du lac Léman. En 2020, il occupe 439 ha en Suisse, ce qui le place au 4e rang des cépages rouges les plus plantés du pays. En France, le Beaujolais et le Bugey (sous l'IGP Coteaux de l'Ain) ont obtenu récemment une autorisation de plantation.

## Caractères ampélographiques
Les jeunes rameaux présentent une extrémité ouverte, cotonneuse bordée de rouge carmin et de jeunes feuilles jaunâtres et velues. 
Les feuilles adultes sont petites, circulaires, quinquelobées, vert clair à sinus pétiolaire ouvert en U. Le limbe est bordé de dents courtes et droites, involuté et peu cloqué. 
Le rameau herbacé est vert et strié de rouge entre les nœuds, et le sarment aoûté est brun et rayé.

## Aptitudes

### Culturales
Il s'adapte bien au greffage et ne montre pas d'incompatibilité avec les sols viticoles. Sa grande précocité ne le rend pas plus sensible aux maladies pour autant et sa très grande résistance à la pourriture grise (Botrytis cinerea) est un atout en zone humide sensible lors des vendanges. R. Pezet attribue cette particularité à sa teneur élevée en polyphénols toxiques comme le resvératrol, le ptérostilbène et les viniférines, à certains tanins polymériques inhibant efficacement les enzymes hydrolytiques sécrétées par Botrytis cinerea et aussi l'acide glycolique qui présente un effet de synergie avec le ptérostilbène dans son activité toxique. L'acide glycolique est présent à des doses jusqu'à deux fois supérieures à celles du gamay, avant de retomber au même niveau à maturité, contrairement aux tanins polymériques qui restent en concentration supérieure, maintenant ainsi des capacités inhibitrices des enzymes de Botrytitis, indispensables à son développement.

### Technologiques
Mûr en même temps que le pinot noir, le gamaret a un potentiel de production proche de celui de clones fertiles de pinot noir : bonne fertilité et régularité. Il peut être conservé sur souche jusqu'à complète maturité sans s'égrener. 
Le gamaret fournit des vins rouges colorés et structurés, aptes à un certain vieillissement. L'équilibre entre alcool et acidité est bon. Les caractéristiques du gamaret le rendent particulièrement intéressant en assemblage avec le pinot noir, le gamay et le garanoir.

## Sources
http://plantgrape.plantnet-project.org/cepage/Gamaret%20N